# سيلين بالسي
سيلين بالسى هي فنانة بصرية وعالمة أحياء ابتكرت العمل بأطباق بتري المليئة بالعفن والفطريات والكائنات الحية الأخرى، تشير إلى عملها على أنه «استوديو حي». كما عرضت أعمالها على المستوى الدولي في معارض جماعية ومنفردة.

## التعليم
حصلت بالسي على بكالوريوس العلوم في علم الغابات من جامعة إسطنبول في تركيا عام 2002، وحصلت على بكالوريوس الفنون الجميلة في إنترميديا من جامعة وست فيرجينيا عام 2008. كما حصلت على درجة الماجستير في الفنون الجميلة من جامعة ماريلاند، كوليدج بارك عام 2012.

## التكريم
تم تكريم بالسي بالعديد من الزمالات، بما في ذلك فنان في زمالة الإقامة في مركز فيرجينيا للفنون الإبداعية في أمهيرست، فيرجينيا، وزمالة التطوير المهني لجمعية كلية الفنون. كانت فنان منتخب قوى (2012) ومتلقي منحة المشروع (2014) في Smack Mellon في بروكلين، نيويورك، وتم اختيارها مرتين في التصفيات النهائية لجائزة تراويك (Trawick) في حفل جوائز بيثيسدا (Bethesda) للفن المعاصر في بيثيسدا، حصلت على دكتوراه في الطب للفنانين من منطقة واشنطن العاصمة وماريلاند وفيرجينيا (2013 و 2015). ظهرت بالسى في العديد من العروض الفردية والعروض ذات شخصين في منطقة واشنطن العاصمة، وكذلك في ماريلاند واسطنبول. في عام 2017 تم تضمين أعمالها في عرض «فنانون معاصرون من تركيا» في بينالي، أرخبيل، البحر الأبيض المتوسط في باليرمو بإيطاليا. كان عملها في «تحت النطاق» في معرض سيلبر للفنون في كلية جوتشر في توسون بولاية ماريلاند موضوعًا لمقالة بحثية في مدينة واشنطن عام 2014.

## التقنية
تجد بالسي المدربة في علم الأحياء عيناتها في لحاء الأشجار والتربة من فناء منزلها الخلفي، وتتعاون أحيانًا مع زوجها المتخصص في علم أمراض النبات للحصول على مواد طبيعية ملونة، وتخزن عيناتها في الثلاجة في أنابيب اختبار. في السنوات الأخيرة انتقلت بالسي من الألواح إلى الأعمال المؤطرة، وتستخدم ورق يوبو كدعم، والذي يمكنه تحمل نمو العفن والتأكيد على نسيج وسطها، بعد تعقيم ورق اليوبو الخاص بها تقوم بتغطيته بأجار دكستروز البطاطس لإطعام المستعمرات، وتنتظر شهرًا إلى شهرين حتى تنمو تركيبتها. على الرغم من أنها استخدمت مصطلح «الحية» لوصف أعمالها إلا أنها لم تعد تعرض عينات حية، وبدلاً من ذلك تسمح لها بالجفاف وتمنع النمو الجديد بطبقة من الأكريليك. إلى جانب اللوحات والإطارات عرضت بالسى مؤخرًا أعمالها في أطباق بتري مرتبة بأشكال مثل خريطة العالم أو على ورق يوبو مغطى بزجاجة الساعة لتكبير عناصر معينة من النمو الغير طبيعى. تدرس بالسى كيف تتصرف الكائنات الحية الدقيقة وتتصل ببعضها البعض قبل بدء مشاريع جديدة، وتهتم بكيفية انعكاس تفاعلاتها على الصراعات والحدود في العالم البشري.